# Ludwig Bettelheim-Gabillon
Ludwig Bettelheim-Gabillon (* 25. November 1882 in Wien, Österreich-Ungarn; † 28. Februar 1943 im Ghetto Theresienstadt, Protektorat Böhmen und Mähren) war ein österreichischer Bühnenschauspieler und Ministerialrat.

## Leben und Wirken
Der Sohn der katholischen Schriftstellerin Helene Bettelheim, geborene Gabillon, und des jüdischen Literaturwissenschaftlers Anton Bettelheim erhielt in den ersten Jahren des 20. Jahrhunderts Schauspielunterricht beim Wiener Hofburgschauspieler Ferdinand Gregori und gab seinen Theatereinstand im Herbst 1905. Mütterlicherseits war er ein Enkel des Schauspielerehepaares Zerline Gabillon und Ludwig Gabillon. Schon rasch überantwortete man ihm tragende Rollen in klassischen Theaterstücken: Bettelheim-Gabillon spielte unter anderem den Ferdinand in Kabale und Liebe, den Orest, den Hamlet, den Pfarrer Heffterdingk in Sudermanns Heimat, den Marquis Posa in Schillers Don Karlos sowie den Wetter vom Strahl in Kleists Das Käthchen von Heilbronn. Zu seinen wenigen Bühnenstationen zählten Köln und Düsseldorf.
Offensichtlich verließ Ludwig Bettelheim-Gabillon sehr frühzeitig die Bühnenwelt, denn schon in den letzten Bühnenjahrbüchern vor dem Ersten Weltkrieg ist er in den Registern nicht mehr verzeichnet. Ludwig Bettelheim-Gabillon war im Ersten Weltkrieg Soldat. Er schlug später eine Beamtenlaufbahn ein, zuletzt bekleidete der ehemalige Künstler die Position eines Ministerialrats. In Wien lebend, war Ludwig Bettelheim-Gabillon seit der Annexion Österreichs aufgrund seines 1930 gestorbenen, jüdischen Vaters zunehmend isoliert. Obwohl offiziell römisch-katholischen Glaubens, deportierten ihn deutsche Stellen am 9. Oktober 1942 als prominenten Häftling zusammen mit seiner Schwester Friederike Bunzel in das Alterslager von Theresienstadt. Dort starb er am 28. Februar 1943, angeblich an „Herzmuskelentartung“, wie es im offiziellen Totenschein heißt, mutmaßlich eher an den Folgen allgemeiner Entkräftung und katastrophaler Grundversorgung. Bettelheims Schwester Friederike soll ebenfalls in Theresienstadt umgekommen sein.
Ludwig Bettelheim-Gabillon arbeitet auch wissenschaftlich und verfasste u. a. eine Abhandlung über den österreichischen Ökonom und Finanzminister Eugen von Böhm-Bawerk in der Zeitschrift für Nationalökonomie.

## Weblink
- Ludwig Bettelheim-Gabillon in der Opferdatenbank des Ghettos Theresienstadt